# Veselí (Železný Brod)
Veselí je malá vesnice, část města Železný Brod v okrese Jablonec nad Nisou. Nachází se asi dva kilometry severozápadně od Železného Brodu. Veselí leží v katastrálním území Bzí u Železného Brodu o výměře 3,24 km².

## Historie
První písemná zmínka o vesnici pochází z roku 1538.